# Siderian

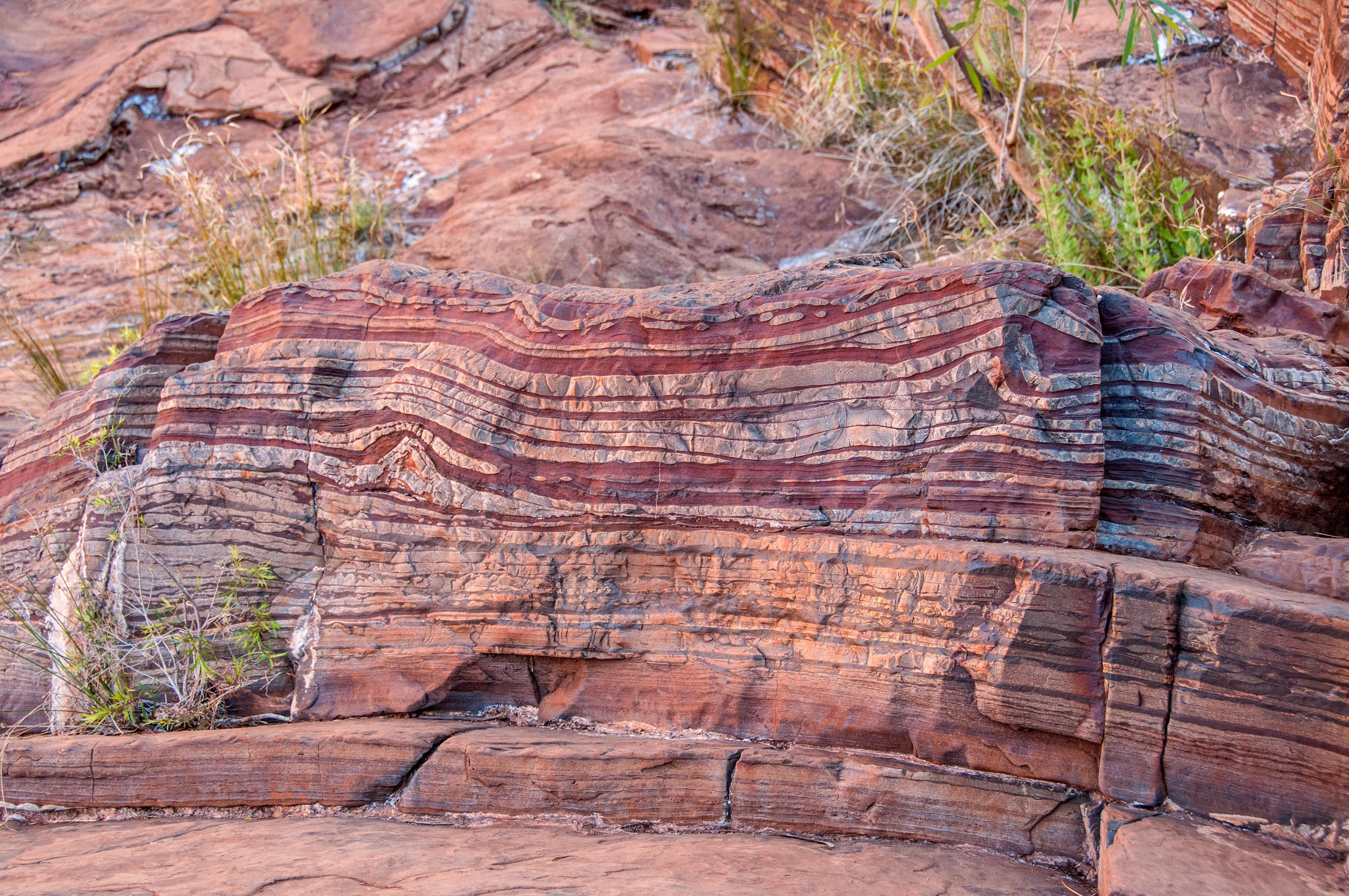
O bandă sideriană de fier în Cheile Dales, Australia de Vest

Siderian (grecescul σίδηρος, sídēros, "fier") este prima perioadă geologică a erei Paleoproterozoice și s-a întins între 2500-2300 milioane de ani în urmă.

## Caracteristici
Algele anaerobe au produs cantități mari de oxigen, care combinat cu fierul au format magnetite (Fe3O4, un oxid de fier). Acest proces a eliminat fierul din oceane și a clarificat apa. Ulterior, acest lucru va permite dezvoltarea unei atmosfere bogate în oxigen așa cum o știm. În această perioadă începe Catastrofa oxigenului, în care, în decurs de câteva milioane de ani, dispare viața anaerobică. Unii geologi cred că acestă extincție a declanșat Glaciațiunea huroniană.